# Robbie Koenig
Robbie Koenig (ur. 5 lipca 1971 w Durbanie) – południowoafrykański tenisista, reprezentant w Pucharze Davisa.

## Kariera tenisowa
Jako zawodowy tenisista występował w latach 1992–2005.
W turniejach rangi ATP World Tour wygrał zwyciężył 5–krotnie w grze podwójnej oraz 6 razy był finalistą. Jego najlepszym wynikiem w Wielkim Szlemie jest półfinał deblowego US Open 1998, partnerując Johnowi-Laffnie de Jagerowi. Spotkanie o awans do finału debliści przegrali z parą Mark Knowles–Daniel Nestor.
W latach 2002–2003 reprezentował RPA w Pucharze Davisa w meczach deblowych. Łącznie w reprezentacji rozegrał 3 mecze (wszystkie wygrał).
Najwyżej sklasyfikowany w rankingu deblistów był w maju 2003 roku na 28. miejscu.

### Finały w turniejach ATP World Tour
| Legenda                                      |
| -------------------------------------------- |
| Wielki Szlem                                 |
| Igrzyska olimpijskie                         |
| Tennis Masters Cup / ATP Finals              |
| ATP Masters Series / ATP Tour Masters 1000   |
| ATP International Series Gold / ATP Tour 500 |
| ATP International Series / ATP Tour 250      |

#### Gra podwójna (5–6)
| Końcowy wynik | Nr | Data             | Turniej     | Nawierzchnia  | Partner               | Przeciwnicy                      | Wynik finału     |
| ------------- | -- | ---------------- | ----------- | ------------- | --------------------- | -------------------------------- | ---------------- |
| Finalista     | 1. | 22 maja 1999     | St. Pölten  | Ceglana       | Brent Haygarth        | Andrew Florent Andriej Olchowski | 7:5, 4:6, 5:7    |
| Finalista     | 2. | 13 lutego 2000   | Dubaj       | Twarda        | Peter Tramacchi       | Jiří Novák David Rikl            | 2:6, 5:7         |
| Finalista     | 3. | 17 września 2000 | Taszkent    | Twarda        | Marius Barnard        | Justin Gimelstob Scott Humphries | 3:6, 2:6         |
| Finalista     | 4. | 23 września 2001 | Szanghaj    | Twarda        | John-Laffnie de Jager | Byron Black Thomas Shimada       | 2:6, 6:3, 5:7    |
| Finalista     | 5. | 3 marca 2002     | San José    | Twarda (hala) | John-Laffnie de Jager | Wayne Black Kevin Ullyett        | 3:6, 6:4, 5–10   |
| Zwycięzca     | 1. | 28 lipca 2002    | Kitzbühel   | Ceglana       | Thomas Shimada        | Lucas Arnold Ker Àlex Corretja   | 7:6(3), 6:4      |
| Zwycięzca     | 2. | 15 września 2002 | Taszkent    | Twarda        | David Adams           | Raemon Sluiter Martin Verkerk    | 6:2, 7:5         |
| Zwycięzca     | 3. | 12 stycznia 2003 | Auckland    | Twarda        | David Adams           | Tomáš Cibulec Leoš Friedl        | 7:6(5), 3:6, 6:3 |
| Finalista     | 6. | 27 kwietnia 2003 | Barcelona   | Ceglana       | Chris Haggard         | Bob Bryan Mike Bryan             | 4:6, 3:6         |
| Zwycięzca     | 4. | 25 sierpnia 2003 | Long Island | Twarda        | Martín Rodríguez      | Martin Damm Cyril Suk            | 6:3, 7:6(4)      |
| Zwycięzca     | 5. | 22 sierpnia 2004 | Waszyngton  | Twarda        | Chris Haggard         | Travis Parrott Dmitrij Tursunow  | 7:6(3), 6:1      |